# Acalypha apetiolata
Acalypha apetiolata é uma espécie de flor do gênero Acalypha, pertencente à família Euphorbiaceae, considerada endêmica do Rio Grande do Sul, Brasil.